# АЭС Шидаовань
АЭС Шидаовань (кит. 石岛湾核电站) — атомная электростанция на востоке Китая.  
Станция расположена на побережье Жёлтого моря в уезде Жунчэн, входящим в состав городского округа Вэйхай провинции Шаньдун.
Шидаовань – новейшая станция китайской атомной энергетики — первая в мире АЭС четвертого поколения. 
После аварии на японской АЭС Фукусима в 2011 году работы по строительству были приостановлены.
Однако в 2013 году главный инженер по созданию высокотемпературного реактора с газовым охлаждением HTR-PM – Чжан Цзои – объявил о возобновлении строительства АЭС. На станции будут установлены два новых реактора, мощность которых составит 210 МВт каждый. Также планируются к постройке несколько реакторов типа CAP1400 и AP1000.
Реактор HTR-PM разработан в китайском университете Цинхуа. Эффективность реактора по сравнению с моделями предыдущих поколений вырастет и составит 40 %. Отличительными особенностями нового реактора должны стать надежность и прочность, гарантирующие максимальную безопасность при авариях.
На начало 2016 года на станции установлен корпус первого реактора..
Первый энергоблок Shidao Bay-1 с реакторами HTR-PM запущен в опытную эксплуатацию и подключен к электросети 20 декабря 2021 года. 
По заявлению Государственного энергетического управления КНР, в декабре 2023 Китай ввёл в строй первую в мире АЭС четвертого поколения — АЭС Шидаовань (АЭС непрерывно проработала в тестовом режиме в течение 168 часов и теперь официально введена в коммерческую эксплуатацию).
28 июля 2024 года началось строительство энергоблока SHIDAOWAN-1 с реактором HPR1000.

## Энергоблоки
| Энергоблок    | Тип реакторов | Мощность | Мощность | Начало строительства | Физпуск    | Подключение к сети | Ввод в эксплуатацию | Закрытие |
| Энергоблок    | Тип реакторов | Чистый   | Брутто   | Начало строительства | Физпуск    | Подключение к сети | Ввод в эксплуатацию | Закрытие |
| ------------- | ------------- | -------- | -------- | -------------------- | ---------- | ------------------ | ------------------- | -------- |
| Шидаовань-1   | HTGR, HTR-PM  | 200 МВт  | 211 МВт  | 09.12.2012           | 12.09.2021 | 20.12.2021         | 06.12.2023          | —        |
| SHIDAOWAN-1   | HPR1000       | 1134 МВт | 1225 МВт | 28.07.2024           |            |                    |                     |          |
| SHIDAOWAN-2   | HPR1000       | 1134 МВт | 1225 МВт | 08.05.2025           |            |                    |                     |          |
| Шидаовань-2-1 | CAP1400       | 1400 МВт | 1500 МВт | 19.06.2019           | —          | 31.10.2024         | —                   | —        |
| Шидаовань-2-2 | CAP1400       | 1400 МВт | 1500 МВт | 21.04.2020           | —          | —                  | —                   | —        |